# غدا (رواية)
غدا (بالفرنسية: Demain)‏ هي رواية للكاتب الفرنسي غيوم ميسو نُشرت سنة 2013، وهي الرواية العاشرة له.

## القصة
تعيش إيما في نيويورك، وهي فتاة في الثانية والثلاثين من عمرها، ما زالت تبحث عن رجل حياتها. يقيم ماتيو في بوسطن، فقدَ زوجته في حادث سير مروّع وهو يربّي ابنته الصغيرة وحده. تعارفا عبر الإنترنت ورغبا في اللقاء، تواعدا في مطعمٍ في مانهاتن: ففي اليوم نفسه وفي الساعة نفسها، دفع كلّ منهما من جهته باب المطعم، واقتيدا إلى الطاولة نفسها ومع ذلك سوف لن يلتقيا أبداً!
أهي لعبة أكاذيب؟ أهو استيهام أحدهما؟ أم مراوغة من الآخر؟ سوف يدرك ماتيو وإيما سريعاً أنّهما ضحيتان لواقعٍ تجاوزهما وأن الأمر لا يتعلّق بمجرّد موعدٍ تمّ التخلّف عنه.

## روابط خارجية
- «غدا» على موقع goodreads.com